# Краваль Іван Адамович
Іван Адамович Краваль (рос. Иван Адамович Краваль; 17 березня 1897 — 26 вересня 1937) — радянський державний діяч, фахівець в області економіки праці та статистики, доктор економічних наук.

## Життєпис
Народився в селі Поторовські Люцинського повіту Вітебської губернії. За національністю латиш. У 1915 році закінчив 12-ту петербурзьку гімназію. У 1915—1916 десятник по розбивці залізничної колії Кудинської залізниці. У 1916—1917 студент Петербурзького технологічного інституту. Член КПРС з 1919 року. У 1918—1919 рр. займався педагогічною діяльністю. У 1921 році закінчив Комуністичний університет імені Я. М. Свердлова та в 1924 інститут червоної професури. Проживав в Будинку уряду на вулиці Серафимовича, 2.
Заарештований 31 травня 1937 року за звинуваченням у шпигунстві і шкідницько-терористичній діяльності. 21 серпня 1937 року засуджений Воєнною колегією Верховного суду СРСР до розстрілу. Розстріляний 26 вересня 1937 року. Похований на Донському кладовищі, могила 1. 29 вересня 1956 року реабілітований рішенням Воєнної колегії Верховного суду СРСР.

### Професійна кар'єра
- 1924—1930 рр. — уповноважений Президії Вищої ради народного господарства (ВРНГ).
- 1925—1930 рр. — член колегії планово-економічного управління, завідувач відділом економіки праці.
- 1928—1930 рр. — член Президії ВРНГ.
- 1930—1932 рр. — заступник наркома праці СРСР.
- 1933—1935 рр. — перший заступник начальника Центрального управління народно-господарського обліку (ЦУНГО) і член Президії Держплану СРСР.
- 1935—1937 рр. — начальник ЦУНГО і заступник голови Держплану СРСР.

Делегатом 15, 16 і 17-го партійних з'їздів. Брав участь в складанні перших п'ятирічних планів розвитку народного господарства СРСР. Відповідальний редактор ряду економічних видань. Член редколегій «Торгово-промислової газети» і журналу «Шляхи індустріалізації». Член делегації СРСР на Першому Міжнародному конгресі з економічного планування (Амстердам, 1931).

### Перепис населення СРСР 1937 року
6 січня 1937 року відбувся Перепис населення СРСР. Встановлена ним чисельність населення виявилась значно нижчою ніж та, яка очікувалась за даними поточного обліку населення. Різниця визначалася цифрою у 8 млн осіб. Першу спробу її пояснення зробив начальник сектора населення ЦУНГО Михайло Курман у «Доповідній записці про природний рух населення в період між двома переписами — 17/XII 1926 р. і 6/I 1937 р.» на ім'я начальника Народно-господарського обліку Держплану СРСР Івана Краваля. Ця записка згодом привернула увагу істориків і демографів, які займалися з'ясуванням долі перепису населення 1937 року. Різниця чисельності населення між результатами перепису і даними поточного обліку відома тепер під терміном «Розрив Курмана». 24 січня 1937 року І. А. Краваль повідомив Сталіну й Молотову перший відомий попередній результат перепису: без населення, переписаного НКВС та НКО (тобто без спецконтингенту НКВС та армії) й без пасажирів потягів і пароплавів — 156 млн осіб. Допущений при перепису недооблік був приписаний керівництвом СРСР підступам ворогів народу. У редакційній статті «Правди» говорилося: «Вороги народу зробили все для того, щоб перекрутити дійсну цифру населення. Вони давали лічильникам шкідницькі вказівки, в результаті яких численні групи громадян виявилися не внесеними в переписні листи». В «Блокноті агітатора» писали: «Радянський народ дуже свідомо поставився до цього найважливішого державного заходу, однак ця справа була зірвана нікчемними ворогами народу — троцькістсько-бухаринськими агентами фашизму, що пробралися в той час у керівництво ЦУНГО… Славна радянська розвідка, на чолі зі сталінським наркомом товаришем М. І. Єжовим, розгромила зміїне кубло зрадників в апараті радянської статистики». Першими виявленими «шкідниками» в Центральному управлінні Народно-господарського обліку Держплану СРСР (ЦУНГО СРСР) стали відповідальні за підготовку та проведення Олімпій Квіткін (Начальник Бюро перепису населення ЦУНГО СРСР), Михайло Курман (начальник Сектору населення), Лазар Бранд (Брандгендлер) (заступник начальника Бюро перепису населення) — 31 березня 1937 та Іван Обломов (заступник начальника відділу обліку транспорту і зв'язку. Начальника Народно-господарського обліку Держплану СРСР Івана Краваля було усунуто від посади 22 травня 1937 року, а вже 31 травня він був заарештований. Аналогічні «викриття» пройшли на всіх рівнях УНГО СРСР та союзних республік. Розробка результатів перепису так і не була розпочата, а попередні матеріали було вилучено й засекречено.

### Державні нагороди
Нагороджений орденом Леніна.